# Задоя Іван Михайлович
Задоя Іван Михайлович (*8 листопада 1956, село Юр'ївка, Компаніївський район, Кіровоградська область) — український письменник, літературознавець, філолог, журналіст, новеліст. Член Національної спілки письменників України.

## Біографічні відомості
Закінчив Олександрійське педагогічне училище. Згодом — філологічний факультет Одеського державного університету ім. І.Мечникова. Працював вихователем, учителем, директором ЗОШ на Кіровоградщині та Одещині. Працював в редакції фрунзівської районної газети "Колгоспний ранок, в управлінні освіти Одеської обладміністрації та в апараті Одеської ОДА.
Дослідник творчості Бориса Андрійовича Нечерди та Леоніда Чернова-Малошийченка.
Одружений за Валентину Афанасієвну.

## Творчий доробок
- Задоя, Іван. Зашпори серця: розповіді про незабутнє / І. Задоя. — Одеса: Астропринт, 2007. — 232 c. — дослідження творчості Бориса Нечерди;
- Задоя, Іван. «Я жив, як міг, я не лукавив…:» Літературна спадщина Бориса Нечерди: Спогади про письменника / упоряд., підгот. текстів та приміт. І. М. Задоя. — Одеса: Астропринт, 2010. — 415 с.
- «Кобзар на мотоциклі» — про Леоніда Чернова-Малошийченка;
- 2013 — упорядник книги про Леоніда Куценка «Я обрав свій шлях…»

## Джерело
- Перевесло [Архівовано 12 жовтня 2013 у Wayback Machine.]
- Дві постаті літературного краєзнавства [Архівовано 12 жовтня 2013 у Wayback Machine.]
- Поети повертаються додому [Архівовано 10 червня 2015 у Wayback Machine.]